# Judà ben David Hayyuj
Judà ben David Hayyuj (hebreu: יהודה בן דוד חיוג׳, Yəhûdāh ben David Ḥayyuj‎; àrab: أبو زكريا يحيى بن حيوج الفاسي, Abu-Zakariyyā Yaḥyà ibn Ḥayyūj al-Fāsī) (Fes, ca. 945 - Còrdova, ca. 1010), fou un gramàtic jueu andalusí, considerat el pare de l'estudi científic de la llengua hebrea.

## Biografia
Naix a Fes, al voltant de l'any 945, i jove encara es trasllada a Còrdova, on estudia amb el gramàtic i poeta Menahem ben Saruq. Quan Dunaix ben Labrat escriu les Tēshuvot, atacant les tesis contingudes en el Maḥberet, el lèxic de l'hebreu bíblic escrit per Ibn Saruq, Hayyuj i altres dos deixebles d'Ibn Saruq, Isaac ben Gikatilla i Isaac ben Caprun, defensen el seu mestre escrivint altres Tēshuvot. Establert a Còrdova, estudia profusament la gramàtica hebrea i àrab, inicia el seu primer llibre, el Kitab al-tanḳiṭ, i dona classes, entre d'altres, a Samuel ibn Nagrella.
Hayyuj aprofita els conceptes utilitzats pels gramàtics àrabs, supera les aportacions del seu mestre Ben Saruq, i en els seus llibres més importants, el Kitab al-af’al dhawât huruf al-lîn i el Kitab al-af’al dhawât hurûf al-mathalain, postula una concepció triliteral, defensant que el patró bàsic de qualsevol arrel verbal en hebreu té tres radicals. Hayyuj, estudiant la llengua des d'una perspectiva diacrònica, afirma que no hi cap verb hebreu amb menys de tres lletres. Estudia els casos en què una de les tres consonants de l'arrel és dèbil, i estableix la forma bàsica, la qual, per derivació, permet explicar totes les formes reals que es troben en la Bíblia.
Les seves tres obres més importants foren traslladades promptament del judeoàrab, àrab però amb l'alefat hebreu com a sistema d'escriptura, a l'hebreu: El Kitab al-af’al dhawât huruf al-lîn, el Kitab al-af’al dhawât hurûf al-mathalain i el Kitab al-tanḳiṭ; primer per Abraham ibn Ezra i després per Moisès ben Gikatilla. Aquestes translacions permeteren estendre els seus treballs per tot l'Occident, exercint una forta influència en els gramàtics posteriors, i mantenint una gran part de la seva terminologia.
Mor al voltant de l'any 1010 a Còrdova.

## Obra

### Gramàtica
- Kitab al-tanḳiṭ o Kitab šurūṭ al-naqt o Sefer ha-Niqud ('Llibre de la puntuació o vocalització'). Estudià el substantiu, les vocals i l'accentuació.[10][11]
- Kitab al-af’al dhawât huruf al-lîn ('Llibre dels verbs que contenen lletres dèbils').
- Kitab al-af’al dhawât hurûf al-mathalain ('Llibre dels verbs amb geminades').
- Kitab al-nutaf o Kitâb nukat al-thamâniyya ('Llibre dels fragments'). És una obra filològica i exegètica que tracta dels llibres dels profetes, i utilitza el principi del triliteralisme. Fou escrita en àrab amb caràcters hebreus.[12]